# Synotaxus turbinatus
Synotaxus turbinatus és l'espècie tipus del gènere d'aranyes araneomorfs, Synotaxus, l'únic gènere viu de la família dels sinotàxids (Synotaxidae). Fou descrit per primera vegada per Eugène Simon el 1895; la major part del material d'espècies tipus de Simon es troben al Muséum national d'Histoire naturelle de París (França).
Aquesta espècie es troba des de Panamà a l'Equador.